# Andriej Płachin
Andriej Iwanowicz Płachin (ros. Андре́й Ива́нович Пла́хин, ur. 1904, zm. 1957 w Moskwie) – radziecki dyplomata, ambasador ZSRR w Danii (1945-1950).
Należał do WKP(b), 1939 był kierownikiem Wydziału Krajów Skandynawskich Ludowego Komisariatu Spraw Zagranicznych ZSRR, następnie do 22 czerwca 1941 radcą Ambasady ZSRR w Danii, potem radcą Ambasady ZSRR w Szwecji, a 1943 pomocnikiem zastępcy ludowego komisarza spraw zagranicznych ZSRR. Od 1944 do czerwca 1945 kierownik Wydziału Politycznego Ludowego Komisariatu Spraw Zagranicznych Ukraińskiej SRR, od 22 czerwca 1945 do 15 lipca 1950 ambasador nadzwyczajny i pełnomocny ZSRR w Danii, 1954-1955 pracował przy Najwyższym Komisarzy ZSRR w Austrii, później był szefem Zarządu Kadr MSZ ZSRR.